# Aloe sobolifera
Aloe sobolifera är en grästrädsväxtart som först beskrevs av Susan Carter, och fick sitt nu gällande namn av Wabuyele. Aloe sobolifera ingår i släktet Aloe och familjen grästrädsväxter.
Artens utbredningsområde är Tanzania. Inga underarter finns listade i Catalogue of Life.